# Chant de gorge
Le chant de gorge, ou chant guttural, fait référence à plusieurs pratiques vocales de différentes cultures et civilisations à travers le monde,,,. Ces pratiques vocales sont généralement associées à un certain type de voix gutturale qui contraste avec les types de voix les plus courants utilisés dans le chant, qui sont généralement représentés par les registres de poitrine (modal) et de tête (léger ou falsetto). Le chant guttural est souvent décrit comme évoquant la sensation de plus d'une hauteur à la fois, ce qui signifie que l'auditeur perçoit deux ou plusieurs notes de musique distinctes tandis que le chanteur produit une seule vocalisation.
Le chant guttural consiste en une gamme de techniques vocales appartenant originellement à des cultures particulières et qui peuvent partager des caractéristiques sonores, les rendant perceptibles par d'autres cultures et utilisateurs de styles de chant traditionnels,,,.

## Terminologie
Le terme provient de la traduction du mot touvain Xhöömei et du mot mongol Xhöömi, qui signifient respectivement gorge et guttural. Les groupes ethniques de Russie, de Mongolie, du Japon, d'Afrique du Sud, du Canada (autochtones), d'Italie (Sardaigne), de Chine (Tibet) et d'Inde, entre autres pays, emploient couramment le terme « chant guttural » pour décrire leur façon de produire leur voix, leur chant et leur musique .
Le terme « chant guttural » n'est pas précis, car toute technique de chant implique la génération de sons dans la « gorge », la voix étant produite au niveau du larynx, qui comprend les cordes vocales et d'autres structures,,,. Il serait donc en principe admissible de désigner le chant lyrique classique ou le chant pop par le terme de « chant guttural ». Cependant, le terme de « chant guttural » n'est pas accepté dans la terminologie officielle de l'anatomie (Terminologia Anatomica) et n'est pas techniquement associé à la plupart des techniques de chant.
Certains auteurs, interprètes et auditeurs associent le chant guttural au chant diphonique. Le chant guttural et le chant diphonique ne sont pas synonymes, contrairement à ce qu'indiquent certains dictionnaires (par exemple Britannica) ; cependant, dans certains cas, les deux aspects peuvent être présents, comme dans la technique khargyraa (Touva), qui utilise une voix profonde et tendue, ainsi que le chant diphonique.
« Chanter avec la gorge » peut être considéré comme une expression dégradante pour certains chanteurs, car cela peut impliquer que le chanteur utilise un niveau d'effort élevé, ce qui entraîne une voix forcée ou inadaptée. Le mot « guttural » est généralement associé à une voix rauque, enrouée ou haletante. Bien qu'il s'agisse d'un terme fréquemment utilisé dans la littérature à partir des années 1960, certains chercheurs contemporains tendent à éviter l'utilisation de «chant guttural» comme terme générique.
Il existe engouement notable internationalement pour les concerts et les ateliers donnés par des groupes musicaux appartenant aux différentes cultures qui intègrent le chant guttural . Outre des performances ethniques traditionnelles, le chant guttural est également cultivé et exploré par des musiciens appartenant aux genres musicaux contemporains, rock, new-age, pop et indépendants.

## Types de chant guttural
Les techniques de chant guttural peuvent être classées selon une approche ethnomusicologique, qui prend en compte les aspects culturels, leurs associations avec les rituels, les pratiques religieuses, les contes, les chants de travail, les jeux vocaux et d'autres contextes ; ou selon une approche musicale, qui prend en compte leur utilisation artistique, les principes acoustiques de base et les procédures physiologiques et mécaniques pour les apprendre, les entraîner et les produire.
Les types de techniques de chant guttural les plus fréquemment cités dans les sources musicologiques et ethnomusicologiques sont généralement associés aux cultures anciennes. Certains d'entre eux, comme le Khöömei de Mongolie, de Touva et de Chine, et le Cantu a tenore de Sardaigne, sont reconnus par l'UNESCO comme patrimoine culturel immatériel.
- Le chant guttural touva (ou chant guttural mongol) est une forme de chant comprenant plusieurs techniques ; il est pratiqué dans la République de Touva (Fédération de Russie[13],[14],[15],[1]), en Mongolie et en Chine[16],[2],[17].
- Les chants bouddhistes, que l'on retrouve dans certains monastères en Inde (communautés tibétaines exilées) et au Tibet, impliquent parfois une phonation vocalo-ventriculaire, c'est-à-dire des vibrations combinées des cordes vocales et des cordes ventriculaires, permettant d'obtenir des sons graves[18],[2],[19].
- Le chant guttural inuit est un type de duo utilisé dans les concours ; il est pratiqué par les Inuits du Canada[20].
- Le Rekuhkara est une pratique autrefois pratiquée par le groupe ethnique Ainu de l'île d'Hokkaidō, au Japon[21].
- Le chant guttural sarde, ou canto a tenore, se rencontre en Sardaigne[22],[23].

En termes musicaux, le chant guttural fait référence, entre autres, aux techniques spécifiques suivantes :
- Chant diphonique, également connu sous le nom de chant diphonique ou «chant harmonique». Il s'agit du style de chant le plus souvent associé au chant guttural[24],[25],[26],[27],[28].
- Chant à voix basse[29], qui implique des techniques comprenant des sous-harmoniques. Elle est générée par les vibrations combinées de parties de l'appareil de chant à une certaine fréquence et à des fréquences qui correspondent à des divisions entières de cette fréquence, telles que les rapports 1:2, 1:3 et 1:4[7].
- Voix diplophonique, qui comprend des techniques consistant en des parties de l'appareil vocal vibrant à des rapports non entiers et qui sont généralement considérées comme associées à des processus pathologiques[30].
- La voix grognante consiste en une technique de grognement, qui utilise des structures de l'appareil vocal situées au-dessus du larynx, vibrant en même temps que les cordes vocales, en particulier les plis aryépiglottiques[31].
- La laryngalisation.

## Exemples audio
- Kargyraa.mp3
- Khoomei.mp3
- Échantillons sonores, par Leonardo Fuks, à l' Institut royal de technologie, Suède.